# Sonal Shah
Sonal Shah (* 1980) ist eine US-amerikanische Schauspielerin, die vor allem durch ihre Rolle als Dr. Sonja „Sunny“ Dey in der Fernsehserie Scrubs – Die Anfänger bekannt ist.

## Jugend und Ausbildung
Shah wuchs in Wheaton im Bundesstaat Illinois auf. Ihre Eltern, Bhadresh und Mrudula Shah, zogen 1970 von Mumbai in Indien in die USA.
Shah machte ihren Abschluss an der Wheaton Warrenville South High School. Dort wurde sie im Juli 1998 zur DuPage Country Fair Queen ernannt.
Shah schloss das Studium an der Loyola University in Chicago cum laude ab und studierte dort im Hauptfach Theater sowie in den Nebenfächern Psychologie, Biologie und Chemie mit einem Fokus auf Medizin. Während sie am Latoya College studierte, trat Shah der Studentenverbindung Alpha Sigma Alpha bei. „Früher plante ich immer, an eine medizinische Fakultät zu gehen“, erzählte Shah einer Zeitung aus Wheaton im März 2009. „Ich liebe es, Naturwissenschaften zu studieren, aber ich habe bemerkt, dass meine Leidenschaft zur Schauspielerei meinen Wunsch, Ärztin zu werden überstiegen hatte.“
Nach ihrem Abschluss kam Shah zur Chicago Theatre Community und spielte unter anderem in dem Tony-Award-gekrönten Goodman Theatre. Sie ist Gründungsmitglied der Rasaka Theatre Company, die sich mit südasiatischen Stücken und Dramaturgen beschäftigt und ergänzte ihre Schauspielkünste an der Moscow Art Theatre School an der Harvard University.

## Karriere
Shah zog 2006 nach Los Angeles und begann ihre Karriere mit Auftritten in Werbespots und Sketch-Shows. Außerdem hatte sie Auftritte mit den Second-City-Theatern in Chicago und Los Angeles.
2009 begannen Shahs Auftritte in Scrubs – Die Anfänger als Dr. Sonja „Sunny“ Dey, die in der achten Staffel als Anfängerin neu dazustößt. Des Weiteren hatte sie Auftritte in der Internet-Serie Scrubs: Interns, einem Ableger der Serie. In der fünften Folge der neunten Staffel tritt Shah als Gaststar auf.
Shah hatte außerdem eine Rolle in der Teenie-Komödie Ratko: The Dictator’s Son, einer Produktion von National Lampoon.

## Filmografie (Auswahl)
- 2009: Scrubs – Die Anfänger (Scrubs, Fernsehserie, acht Folgen)
- 2009: Ratko: The Dictator’s Son
- 2014: Transparent (Fernsehserie, 1 Folge)